# Ferran Archilés
Ferran Archilés i Cardona (Castellón de la Plana, 1971) es un historiador y catedrático valenciano.

## Biografía
Es autor de uno de los estudios más minuciosos sobre la obra de Joan Fuster, el libro Una singularitat amarga, publicado en 2012. La obra realiza un estudio cronológico y detallado del trabajo y discurso de Joan Fuster, que tiene como tesis que el diseño y análisis del nacionalismo valenciano realizado por el suecano fue equivocado, puesto que el concepto de nación política es un concepto moderno y el único discurso identitario que entre los valencianos se ha reproducido es el de España, lo que situaría el nacimiento del discurso del regionalismo valenciano (y del nacionalismo) en un espacio de tiempo posterior.
Los trabajos de Archilés, así como el de otros historiadores como Rafael Roca, Martí Martínez o José Andrés Pérez, forman parte de un momento historiográfico concreto, el de principios del siglo XXI, en el que el valencianismo político va desarrollando una línea transversal, y por tanto, se abre a nuevas culturas políticas con las que anteriormente había marcado distancias. Así pues, en sus trabajos se hace una lectura de la Renaixença valenciana y de figuras como Teodoro Llorente Olivares o Vicente Blasco Ibáñez más positiva en cuanto a su contribución al valencianismo que las que tradicionalmente han hecho autores como Joan Fuster o Alfons Cucó. En 2010 ganó el premio Manel García Grau con el poemario Mala memòria.
En 2018 ganó el Premi d'assaig Josep Vicent Marqués, dentro de los Premios literarios Ciutat de València con Dues o tres pintes més tard. Notes disperses (2012-2014) (Ediciones del Bullent, 2019).